# 要素管理
要素管理（ようそかんり）は、管理に関係しているネットワークのネットワークエレメント管理層TMNのNEL（電気通信要素管理ネットワーク）。
要素管理システム（EMS）は、特定のタイプの通信ネットワーク要素（NE）の1つまたは複数を管理する。
各NE内の機能と機能を管理するが、ネットワーク内の異なるNE間のトラフィックは管理しない。
また、運用性を向上させ、厳格なQoS要件を満たすために、 TMN –階層型運用サポートシステム（OSS）アーキテクチャを実装するための基盤を提供する。
EMSとNMS間のOSSの相互運用性は、CORBA（ Common Object Request Broker Architecture ）の導入により非常に高くなっている。

## サーバーアプライアンスの場合
サーバーアプライアンスは、アクセス可能なオペレーティングソフトウェアを使用せずに、アプリケーション固有のインターフェイスを介して事前定義されたサービスを提供するコンピューティングエンティティである。真のサーバーアプライアンスを開発するには、エンドユーザーを汎用サーバーとしてのソリューションの管理から保護する必要がある。
エレメントマネージャは、CPU、電源装置、ディスクドライブなどのコアエレメントの動作状態を定期的に監査する。ハードウェアまたはソフトウェアの誤動作、クラッシュ、ランタイムエラー、およびシステムブートの失敗が発生した場合、エレメントマネージャーは自宅に電話をかけ、メンテナンス要求を自動的に生成する。 SNMPやSyslogなどの標準ベースのメカニズムを使用すると、今日のネットワーク管理システムとの完全な統合が保証され、システム全体の機能の統一されたビューが提供される。要素マネージャーは、ソフトウェアパーツのコレクションだけでなく、イメージとしてソフトウェアを独自に管理する。
要素マネージャーには、オペレーティングシステムや関連するすべてのアプリケーションを含む、フィールドに展開されたサーバーアプライアンスへの更新、パッチ、およびその他のアップグレードの配信のプロセスと管理を自動化する更新サービスも含まれている。更新サービスは、暗号化されたマニフェストとパッチを現場で配信するための安全な電話ホームポイントを提供する。

## ネットワーク要素（NE）の状態モデル
ネットワーク要素の状態モデルは、クロスドメインネットワーク管理を容易にし、マルチベンダー環境を促進する。標準の定義とマッピングにより、運用システムはNEから状態情報を収集し、それを管理対象ネットワーク全体とそれがサポートする各サービスのステータスの一貫した表現に統合できる。
Telcordia GR-1093は、業界における2つの主要な州モデルについて説明している。  1つはTelcordiaState Modelで、これは以前にいくつかのTelcordiaドキュメントで説明された状態モデルを統合したものである。モデルを統合することにより、モデルの変更と拡張を提示し、調整された方法で進化させることができる。また、不整合や冗長性を回避することもできる。もう1つのモデルは、国際標準化機構（ISO）の状態モデルである。これは、International Telecommunications Union-Telecommunication（ITU-T）Recで定義されている。 X.731。
エンティティの状態は、管理の観点から、NE内の基盤となるリソースまたはサービスの可用性の現在の状態を表する。 Telcordia状態モデルのコンテキストでは、「エンティティ」という用語は、TL1管理ビューのエントリを表する（つまり、Access Identifier [AID]パラメータによって一般的に識別されるリソースまたはサービスを表する）。 ISO状態モデルのコンテキストでは、「エンティティ」という用語は「管理対象オブジェクト」を意味する。
さまざまなタイプのエンティティ（ハードウェア、トランスポートファシリティ、サブスクライバサービスなど）には、各エンティティタイプに固有の基盤となるリソースの可用性を表すさまざまな状態特性がある。ただし、状態モデルは、多数のタイプのエンティティに共通であると予想される。それは、いつでもそれらの可用性の重要な側面を表現する。状態モデルの目的は、エンティティがその機能を提供できるかどうかを示し、エンティティが利用できない場合は、利用できない原因と、マネージャー（OSなど）が実行できるアクティビティの種類を示すことである。またはクラフト）エンティティを利用可能にする。
特定のアプリケーションでは、状態モデルのサブセットのみが必要になる場合がある。このような制限の根拠は、GR-1093には記載されていない。この情報については、テクノロジまたはアプリケーション固有の要件ドキュメントを参照すること。
標準の定義とマッピングにより、運用システムはNEから状態情報を収集し、それを管理対象ネットワーク全体とそれがサポートする各サービスのステータスの一貫した表現に統合できる。
特に、2つの状態モデルのいずれかを使用して複数のNEとインターフェイスするOSの場合、相互運用性を確保するために、モデル間のマッピングが必要になる場合がある。 GR-1093は、2つのモデルのマッピングを提供し、サービスプロバイダーの電気通信ニーズを満たすために必要なOSI状態/ステータス属性への拡張も定義する。

## 仮想化ネットワーク機能
要素管理は、仮想化ネットワーク機能(VNF)の障害、構成、会計、実行、およびセキュリティ管理機能を担当する。
1）障害：マシンが正しく機能していることを確認する。
2）構成：オンラインゲームなどの特定の仮想化ネットワーク機能を構築する。
3）会計：正しい答えを計算して、マシンを適切に実行し続ける。
4）実行：毎日のタスクを実行し続ける。
5）セキュリティ：ネットワークを攻撃から保護する。
これらの管理機能は、VNF管理の責任でもある。 ただし、要素管理は、仮想化ネットワーク機能管理とは対照的に、仮想化ネットワーク機能との独自のインターフェイスを介してそれを行うことができる。 要素管理は、（VeEm-Vnfm）という独自のインターフェイス、すなわちオープンリファレンスポイントを介してVNF管理と情報を交換することを確認する必要がある。 要素管理は仮想化を認識し、VNF管理と連携して、VNFに関連付けられたNFVIリソースに関する情報の交換を必要とする機能を実行する場合がある。